# Institut rwandais pour l'agriculture de conservation
L'Institut rwandais pour l'agriculture de conservation,, anglais : Rwanda Institute for Conservation Agriculture, abrégé RICA, est un établissement d'enseignement supérieur rwandais spécialisé en agriculture durable et en gestion environnementale. Il est situé dans la province de l'Est, dans le district de Bugesera (secteur de Gashora (en), cellule de Mwendo (de), village de Gaharwa).   
Créée en partenariat avec le gouvernement du Rwanda et la Fondation Howard G. Buffett,, cette université se concentre sur la recherche visant à faire progresser l'agriculture.
Cette école offre aux étudiants une formation gratuite en développement agricole d'une durée de trois ans. Elle a commencé à dispenser ses cours en 2019 et est entièrement entrée en fonction en 2021.